# Fetometrie
Fetometrie bezeichnet das Ausmessen des Fetus im Mutterleib mithilfe der medizinischen Ultraschalldiagnostik. Diese Untersuchung gehört zur Pränataldiagnostik und wird üblicherweise im zweiten Trimenon in der 19. bis 22. Schwangerschaftswoche durchgeführt.

## Durchführung
Routinemäßig werden folgende Maße erhoben:
- Biparietaler Durchmesser (=BIP)
- Kopfumfang (=KU)
- Abdomenumfang, also der Umfang des fetalen Bauches (=AU)
- Länge des Oberschenkelknochens (Femurlänge, daher FL)

Aus diesen Werten kann dabei das Gewicht des Fetus abgeschätzt werden.
Daneben werden noch folgende Punkte beurteilt:
- Lage des Kindes (z. B. Schädellage) und des kindlichen Rückens
- Lage des Mutterkuchens
- Menge des Fruchtwassers
- Herzschlag und Bewegungsmuster des Kindes
- Blutflußcharakteristik der den Mutterkuchen ernährenden mütterlichen Gefäße

Bei Auffälligkeiten kann ein Feinultraschall durch entsprechend ausgebildete Geburtshelfer durchgeführt werden.